# Танклевский, Леонид Захарович
Леонид Захарович Танклевский (23 декабря 1906 года — 1984 год) — художник, живописец. Член Союза художников СССР. Заслуженный работник культуры РСФСР (1969).

## Биография
Член Союза художников СССР. Преподавал в изостудии ЦДКЖ (Центральный Дом Культуры Железнодорожников) в Москве до 1970 года.

### Ученики
- Снегур Игорь Григорьевич
- Захаров Борис Петрович
- Латовкин Александр Степанович
- Ямщиков Евгений Федорович
- Рязанов Борис